# Institute for Architecture and Urban Studies
L'Institute for Architecture and Urban Studies (in italiano: Istituto di architettura e studi urbani) nato come istituzione privata, è un centro studi di architettura, un'associazione senza scopo di lucro e un  con sede a Manhattan, New York, Stati Uniti.
L'istituto è stato fondato nel 1967 da un gruppo di giovani architetti, tra cui Emilio Ambasz e Peter Eisenman, come istituto indipendente dedicato alla ricerca, formazione e sviluppo in architettura e pianificazione urbana. All'inizio, i fondatori cercavano alternative alle forme tradizionali di insegnamento e pratica. Il primo direttore dell'istituto è stato Peter Eisenman, seguito da Anthony Vidler nel 1982, Mario Gandelsonas nel 1983 e Stephen Petersen nel 1984. Nel 1985 l'IAUS è stato temporaneamente chiuso.